# Bilardijera
Bilardijera (lat. Billardiera), rod biljaka iz porodice pitosporovki smješten u tribus Billardiereae, dio reda celerolike. Sastoji se od 21 vrste uglavnom grmovitih penjačica iz Australije i Tasmanije
Rod je opisan u A Specimen of the Botany of New Holland 1: 1–4, pl. 1. 1793.

## Vrste
1. Billardiera coriacea Benth.
2. Billardiera cymosa F.Muell.
3. Billardiera drummondii (C.Morren) L.W.Cayzer & Crisp
4. Billardiera floribunda (Putt.) F.Muell.
5. Billardiera fraseri (Hook.) F.Muell.
6. Billardiera fusiformis Labill.
7. Billardiera heterophylla (Lindl.) L.W.Cayzer & Crisp
8. Billardiera laxiflora (Benth.) E.M.Benn.
9. Billardiera lehmanniana F.Muell.
10. Billardiera longiflora Labill.
11. Billardiera macrantha Hook.f.
12. Billardiera mutabilis Salisb.
13. Billardiera ovalis Lindl.
14. Billardiera rubens L.W.Cayzer, Crisp & I.Telford
15. Billardiera scandens Sm.
16. Billardiera sericophora F.Muell.
17. Billardiera speciosa (Endl.) F.Muell.
18. Billardiera uniflora E.M.Benn.
19. Billardiera variifolia DC.
20. Billardiera venusta (Putt.) L.W.Cayzer & Crisp
21. Billardiera versicolor F.Muell. ex Klatt